# John Maurice Clark

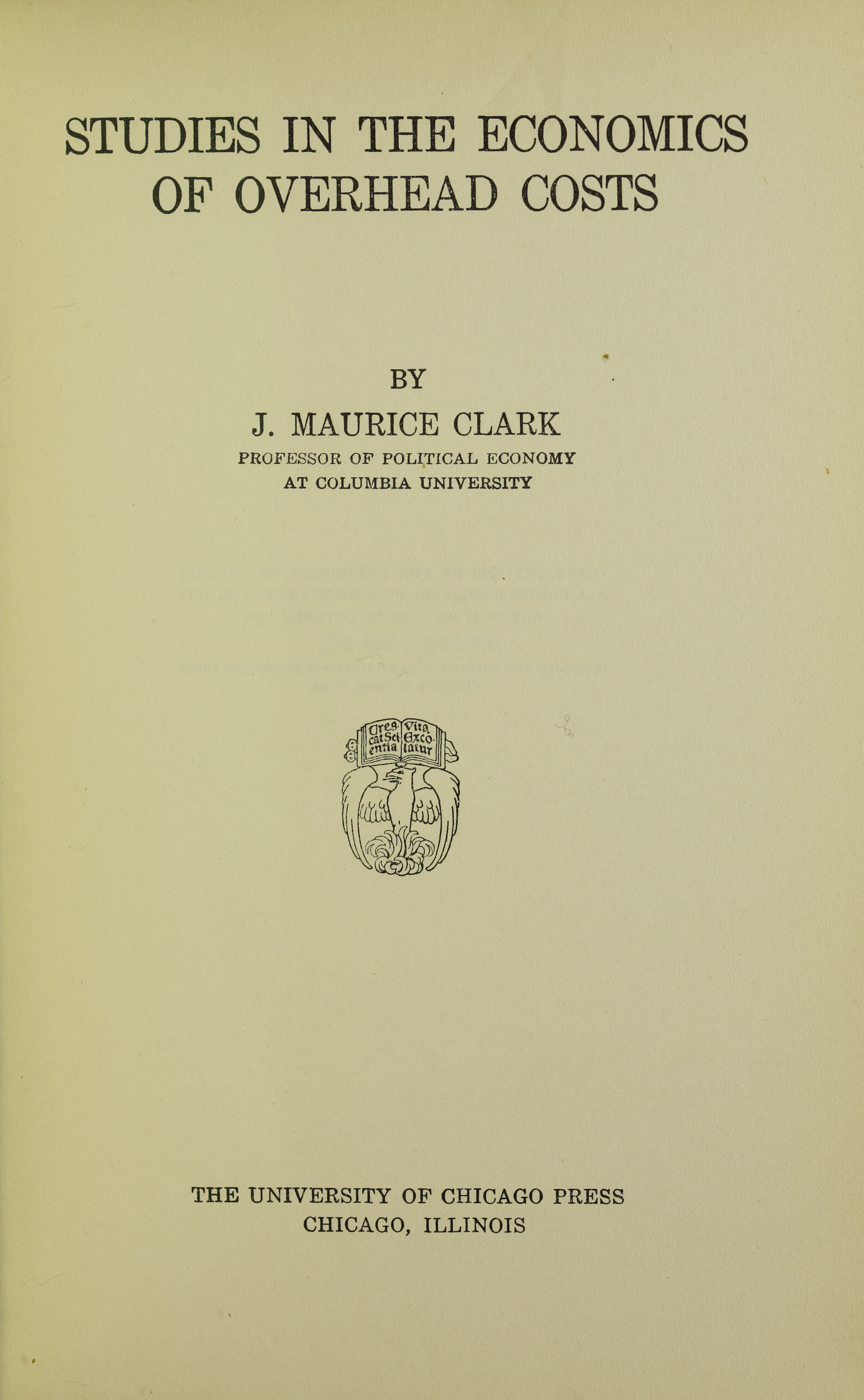
Studies in the economics of overhead costs, 1923.

John Maurice Clark, född 30 november 1883, död 27 juni 1963, var en amerikansk nationalekonom. Han var son till John Bates Clark.
John Maurice Clark blev professor vid Columbia University 1926, och var från 1924 medlem av redaktionen för American economic review. Bland Clarks främsta arbeten märks Studies in the economics of overhead costs (1923) och Social control of business (1926). Clark försökte på induktiv väg bygga upp en verklighetsbetonad teori under särskilt hänsynstagande till de psykologiska faktorerna.
Clark invaldes 1938 som utländsk ledamot av svenska Vetenskapsakademien.